# 小行星3105
小行星3105（3105 Stumpff）是一颗围绕太阳公转的小行星。1907年8月8日，奥古斯特·科普夫在海德堡发现了此天体。
該小行星以德國天體力學家卡爾·施頓普夫命名。
这颗小行星的绝对星等为198.59219等。